# Stanisław Mateusz Dłużewski
Stanisław Mateusz Dłużewski herbu Pobóg (zm. przed 24 kwietnia 1749 roku) –  chorąży chełmski od 1732 roku.
Poseł ziemi chełmskiej na sejm zwyczajny pacyfikacyjny 1735 roku.